# اسکات دومان
کریستوفراسکات دومان (انگلیسی: Scott Dohmann؛ زادهٔ ۱۳ فوریهٔ ۱۹۷۸) بازیکن بیس‌بال اهل ایالات متحده آمریکا است. او در زمانی که در دبیرستان سن توماس تحصیل می‌کرد دو بار قهرمانی محلی را تجربه کرد. او در دانشگاه لوییزیانا به شرکت در مسابقات ادامه داد